# ABA Liga 2005-06
La ABA Liga 2005-06 fue la quinta edición de la ABA Liga, competición que reunió a 14 equipos de Serbia y Montenegro, Croacia, Eslovenia y Bosnia Herzegovina. El campeón fue por segunda vez el equipo serbio del FMP Železnik. Los playoffs los disputaron los ocho primeros clasificados.

## Temporada regular

### Clasificación
|     | Equipo              | Pos | G  | P  | PF   | PC   | Dif  | Pts. |
| --- | ------------------- | --- | -- | -- | ---- | ---- | ---- | ---- |
| 1.  | Partizan            | 26  | 20 | 6  | 2189 | 1996 | +193 | 46   |
| 2.  | Crvena zvezda       | 26  | 19 | 7  | 2083 | 1886 | +197 | 45   |
| 3.  | FMP Železnik        | 26  | 18 | 8  | 2054 | 1896 | +158 | 44   |
| 4.  | Cibona VIP          | 26  | 16 | 10 | 2133 | 2082 | +51  | 42   |
| 5.  | Hemofarm            | 26  | 16 | 10 | 2066 | 1979 | +87  | 42   |
| 6.  | Vojvodina Srbijagas | 26  | 15 | 11 | 2194 | 2129 | +65  | 41   |
| 7.  | Bosna ASA BHT       | 26  | 15 | 11 | 2093 | 2008 | +85  | 41   |
| 8.  | Zadar               | 26  | 14 | 12 | 2182 | 2073 | +109 | 40   |
| 9.  | Geoplin Slovan      | 26  | 13 | 13 | 2034 | 2018 | +16  | 39   |
| 10. | Union Olimpija      | 26  | 10 | 16 | 2056 | 2062 | -6   | 36   |
| 11. | Široki ERONET       | 26  | 10 | 16 | 2002 | 2178 | -176 | 36   |
| 12. | Helios              | 26  | 7  | 19 | 1926 | 2108 | -182 | 33   |
| 13. | Zagreb              | 26  | 5  | 21 | 1970 | 2231 | -261 | 31   |
| 14. | Pivovarna Laško     | 26  | 4  | 22 | 1955 | 2291 | -336 | 30   |

|  | Clasificados para la Final Eight  |
|  | No disputa la siguiente temporada |

## Final eight
Partidos disputados en el Dvorana Mirza Delibašić de Sarajevo
|  | Cuartos de final 20-21 de abril | Cuartos de final 20-21 de abril | Cuartos de final 20-21 de abril |              |     | Semifinales 22 de abril | Semifinales 22 de abril | Semifinales 22 de abril |  |   | Final 23 de abril | Final 23 de abril | Final 23 de abril |  |
|  |                                 |                                 |                                 |              |     |                         |                         |                         |  |   |                   |                   |                   |  |
|  |                                 |                                 |                                 |              |     |                         |                         |                         |  |   |                   |                   |                   |  |
|  | 1                               | Partizan                        | 93                              |              |     |                         |                         |                         |  |   |                   |                   |                   |  |
|  | 1                               | Partizan                        | 93                              |              |     |                         |                         |                         |  |   |                   |                   |                   |  |
|  | 8                               | Zadar                           | 81                              |              |     |                         |                         |                         |  |   |                   |                   |                   |  |
|  | 8                               | Zadar                           | 81                              |              | 1   | Partizan                | 88                      |                         |  |   |                   |                   |                   |  |
|  |                                 |                                 |                                 |              | 1   | Partizan                | 88                      |                         |  |   |                   |                   |                   |  |
|  |                                 |                                 | 5                               | Hemofarm     | 66  |                         |                         |                         |  |   |                   |                   |                   |  |
|  | 4                               | Cibona VIP                      | 5                               | Hemofarm     | 66  | 83                      |                         |                         |  |   |                   |                   |                   |  |
|  | 4                               | Cibona VIP                      |                                 |              |     |                         |                         |                         |  |   |                   |                   |                   |  |
|  | 5                               | Hemofarm                        | 91 ot                           |              |     |                         |                         |                         |  |   |                   |                   |                   |  |
|  | 5                               | Hemofarm                        | 91 ot                           |              |     |                         |                         |                         |  | 1 | Partizan          | 72                |                   |  |
|  |                                 |                                 |                                 |              |     |                         |                         |                         |  | 1 | Partizan          | 72                |                   |  |
|  |                                 |                                 | 3                               | FMP Železnik | 73  |                         |                         |                         |  |   |                   |                   |                   |  |
|  | 2                               | Crvena zvezda                   | 3                               | FMP Železnik | 73  | 86                      |                         |                         |  |   |                   |                   |                   |  |
|  | 2                               | Crvena zvezda                   |                                 |              |     |                         |                         |                         |  |   |                   |                   |                   |  |
|  | 7                               | Bosna ASA BHT                   | 74                              |              |     |                         |                         |                         |  |   |                   |                   |                   |  |
|  | 7                               | Bosna ASA BHT                   | 74                              |              | 2   | Crvena zvezda           | 78                      |                         |  |   |                   |                   |                   |  |
|  |                                 |                                 |                                 |              | 2   | Crvena zvezda           | 78                      |                         |  |   |                   |                   |                   |  |
|  |                                 |                                 | 3                               | FMP Železnik | 103 |                         |                         |                         |  |   |                   |                   |                   |  |
|  | 3                               | FMP Železnik                    | 3                               | FMP Železnik | 103 | 95                      |                         |                         |  |   |                   |                   |                   |  |
|  | 3                               | FMP Železnik                    |                                 |              |     |                         |                         |                         |  |   |                   |                   |                   |  |
|  | 6                               | Vojvodina Srbijagas             | 93                              |              |     |                         |                         |                         |  |   |                   |                   |                   |  |
|  | 6                               | Vojvodina Srbijagas             | 93                              |              |     |                         |                         |                         |  |   |                   |                   |                   |  |
|  |                                 |                                 |                                 |              |     |                         |                         |                         |  |   |                   |                   |                   |  |

| Campeón de la Liga ABA 2005–06 |
| ------------------------------ |
| FMP Železnik 2º título         |

## Líderes estadísticos
Al término de la temporada regular.

### Valoración
| Pos | Nombre          | Equipo   | Partidos | Valoración | PIR   |
| --- | --------------- | -------- | -------- | ---------- | ----- |
| 1.  | Dejan Milojević | Partizan | 734      | 28         | 26,21 |
| 2.  | Todor Gečevski  | Zadar    | 499      | 26         | 19,19 |
| 3.  | Milenko Topić   | Hemofarm | 519      | 28         | 18,54 |
| 4.  | Yotam Halperin  | Olimpija | 441      | 25         | 17,64 |
| 5.  | Robert Conley   | Hemofarm | 421      | 25         | 16,84 |

### Puntos
| Pos | Nombre          | Equipo    | Games | Puntos | PPP   |
| --- | --------------- | --------- | ----- | ------ | ----- |
| 1.  | Dejan Milojević | Partizan  | 495   | 28     | 17,68 |
| 2.  | Goran Dragić    | Slovan    | 395   | 26     | 15,19 |
| 3.  | Željko Zagorac  | Helios    | 332   | 22     | 15,09 |
| 4.  | Vanja Plisnić   | Vojvodina | 381   | 26     | 14,65 |
| 5.  | Robert Conley   | Hemofarm  | 363   | 25     | 14,52 |

### Rebotes
| Pos | Nombre          | Equipo   | Partidos | Rebotes | RPP  |
| --- | --------------- | -------- | -------- | ------- | ---- |
| 1.  | Jeff McMillan   | Laško    | 250      | 26      | 9,62 |
| 2.  | Dejan Milojević | Partizan | 245      | 28      | 8,75 |
| 3.  | Todor Gečevski  | Zadar    | 201      | 26      | 7,73 |
| 4.  | Željko Zagorac  | Helios   | 158      | 22      | 7,18 |
| 5.  | Milenko Topić   | Hemofarm | 184      | 28      | 6,57 |

### Asistencias
| Pos | Nombre             | Equipo        | Partidos | Asistencias | APP  |
| --- | ------------------ | ------------- | -------- | ----------- | ---- |
| 1.  | Goran Jeretin      | Crvena zvezda | 96       | 24          | 4,00 |
| 2.  | Feliks Kojadinović | Vojvodina     | 105      | 27          | 3,89 |
| 3.  | Yotam Halperin     | Olimpija      | 91       | 25          | 3,64 |
| 4.  | Robert Conley      | Hemofarm      | 85       | 25          | 3,40 |
| 5.  | Dean Oliver        | Zadar         | 89       | 27          | 3,30 |

Fuente: ABA League Individual Statistics 